# Quân nhu Việt Nam Cộng hòa
Quân nhu (1951 -1975) là một đơn vị chuyên ngành trực thuộc sự điều hành của Tổng cục Tiếp vận và dưới quyền điều động của Bộ Tổng tham mưu trong Quân lực Việt Nam Cộng hòa. Ngành Quân nhu có trách nhiệm hỗ trợ trong Quân đội với nhiệm vụ điều phối, cung ứng thực phẩm, nhu yếu phẩm, quân trang, quân dụng, nhiên liệu v.v... đến tất cả các đơn vị của Quân lực Việt Nam Cộng hòa. Đồng hành với các đơn vị tiếp vận khác trong Tổng cục Tiếp vận, ngành đã làm tròn trách vụ cho đến cuối tháng 4 năm 1975 thì chấm dứt sự tồn tại.

## Lịch sử hình thành
Cuối năm 1951, ở thời kỳ sơ khai của Quân đội Quốc gia, Ngành Quân nhu phát triển với sự thành lập Đoàn sĩ quan Quân nhu Quân đội Việt Nam và các cơ sở Quân nhu Địa phương. Trong thời kỳ đầu, ngành còn thiếu thốn về mặt nhân sự có trình độ chuyên môn, nhất là các cấp chỉ huy. Do đó, các sĩ quan chỉ huy trong ngành lần lượt được cử sang Pháp tu nghiệp. Mặt khác, huấn luyện bổ túc nghiệp vụ cũng như đào tạo tại chỗ cho các Hạ sĩ quan và Binh sĩ của ngành dưới sự chỉ đạo và cố vấn của các Sĩ quan, Hạ sĩ quan người Pháp.
Sau Hiệp định Genève (20-7-1954), một số Sĩ quan được cử đi tu nghiệp ở Pháp trở về, lần lượt được giao trách nhiệm chỉ huy và điều hành ngành Quân nhu, đứng đầu ngành với chức danh Giám đốc. Trước đó cho đến đầu năm 1953, các kho Quân nhu cũng lần lượt được thành lập.
A - Hoạt động của ngành được cải tổ và thực hiện như sau:
- Từ đầu năm 1956 đến cuối năm 1958, ngành Quân nhu Việt Nam hoạt động với nhân sự người Việt nhưng theo tổ chức của Pháp. Thời gian này ngành được đặt danh hiệu là Nha Quân nhu (1957).
- Từ đầu năm 1959 đến 1975, ngành Quân nhu hoạt động và điều hành theo phương thức của Mỹ. Năm 1964, danh hiệu Nha Quân nhu được đổi tên thành Cục Quân nhu, đứng đầu với chức danh Cục trưởng. Đến năm 1967, Cục Quân nhu lập thêm 1 cơ sở Kỹ thuật Bảo toàn, 1 Phòng Tổ chức và 1 Phòng Nông mục.
B -Nhiệm vụ chính của Cục Quân nhu ở giai đoạn sau cùng:
-Đảm trách và điều phối nhiên liệu
-Sản xuất quân trang, quân dụng
-Tiếp tế thả dù
-Huấn luyện và cung cấp quân khuyển
-Đảm trách về phương diện chung sự
-Nông mục v.v...

## Giám đốc, Cục trưởng qua các thời kỳ
| Stt | Họ và Tên                         | Cấp bậc  | Chức vụ    | Tại Chức      | Chú thích |
| --- | --------------------------------- | -------- | ---------- | ------------- | --- |
| 1   | Nguyễn Sùng Sĩ quan Trưng dụng    | Đại tá   | Giám đốc   | 1954-1956     | Giải ngũ cùng cấp |
| 2   | Tạ Xuân Thuận Sĩ quan Trưng dụng  | Đại tá   | Giám đốc   | 1956-1962     | Giải ngũ cùng cấp |
| 3   | Lê Ngọc Triển Võ bị Huế K2        | Trung tá | Giám đốc   | 1962-1963     | Xem bài tiểu sử |
| 4   | Hồ Văn Di Hinh Võ khoa Thủ Đức K1 | Trung tá | Giám đốc   | 1963-1966     | Thăng cấp Đại tá tại nhiệm (1966). Chức vụ sau cùng: Tỉnh trưởng, Tiểu khu trưởng Tuyên Đức kiêm Thị trưởng Thị xã Đà Lạt. Giải ngũ cùng cấp. |
| 5   | Nguyễn Tử Đóa Võ khoa Thủ Đức K2  | Trung tá | Cục trưởng | 1966-1969     | Thăng cấp Đại tá tại nhiệm (1968) |
| 6   | Đỗ Xuân Sinh Võ bị Đà Lạt K3      | Đại tá   | Cục trưởng | 1969          | Chức vụ sau cùng: Cục trưởng Cục Xã Hội |
| 7   | Nguyễn Tử Đóa                     | Đại tá   | Cục trưởng | 1969-1972     | Tái nhiệm lần thứ hai. Chức vụ sau cùng: Trưởng ban Quân sự 4 bên                                                                             |
| 8   | Nguyễn Hữu Bầu Võ bị Đà Lạt K6    | Đại tá   | Cục trưởng | 1972-1/1975   | Chức vụ sau cùng: Đổng lý văn phòng Bộ Quốc phòng                                                                                             |
| 9   | Đỗ Trọng Cương Võ khoa Thủ Đức    | Đại tá   | Cục trưởng | 1/1975-3/1975 | |
| 10  | Nguyễn Thuế Hiệp Võ bị Đà Lạt K6  | Đại tá   | Cục trưởng | 3/1975-4/1975 | |